# Dibulla
Dibulla là một khu tự quản thuộc tỉnh La Guajira, Colombia. Thủ phủ của khu tự quản Dibulla đóng tại Dibulla Khu tự quản Dibulla có diện tích 1744 ki lô mét vuông. Đến thời điểm ngày 28 tháng 5 năm 2005, khu tự quản Dibulla có dân số  người.